# Interreg Sverige-Norge
Interreg Sverige-Norge 2021-2027 är ett av EU:s gränsregionala Interreg-program, och finansierar gränsöverskridande projektverksamhet i de regioner som projektet omfattar. Projektet finansieras med EU-medel, och eftersom Norge inte är medlem i EU så bidrar norska staten med en egen andel. Interreg Sverige-Norge hade 2022 en budget på 104 milj. euro, varav EU står för 47 milj. euro, Norge för 16 milj. euro och resten står deltagande län och andra för.
Projekten ska omfatta ett av de åtta specifika målen i en av följande prioriteringar:
- En smartare gränsregion
- En grönare gränsregion
- En mer social gränsregion
- En starkare gränsregion[2]

## Programgeografi
Området omfattar 108 norska och 61 svenska kommuner med sammanlagt 2,49 miljoner invånare. 
Programmet delas in i två delområden:
Nordens Gröna Bälte består av Jämtlands län, Västernorrlands län i Sverige samt Trøndelag fylke i Norge.
Centrala Skandinavien består av följande län i Sverige:  Värmland, Dalarna och delar av Västra Götaland. I Norge ingår Innlandet fylkeskommune och delar av Viken fylkeskommune.